# Port de La Bourdonnais
Le port de La Bourdonnais est une voie du 7e arrondissement de Paris, en France.

## Situation et accès
Le port de La Bourdonnais est une voie publique située dans le 7e arrondissement de Paris, le long de la Seine. Il débute au niveau du pont de l'Alma et se termine à celui pont d'Iéna.
Il longe le quai Branly et le quai Jacques-Chirac, se trouvant en contrebas de l'esplanade David Ben Gourion.
Sur les berges de Seine, côté Alma, il se prolonge par le port du Gros-Caillou et la promenade Gisèle-Halimi et côté Iéna par le port de Suffren.

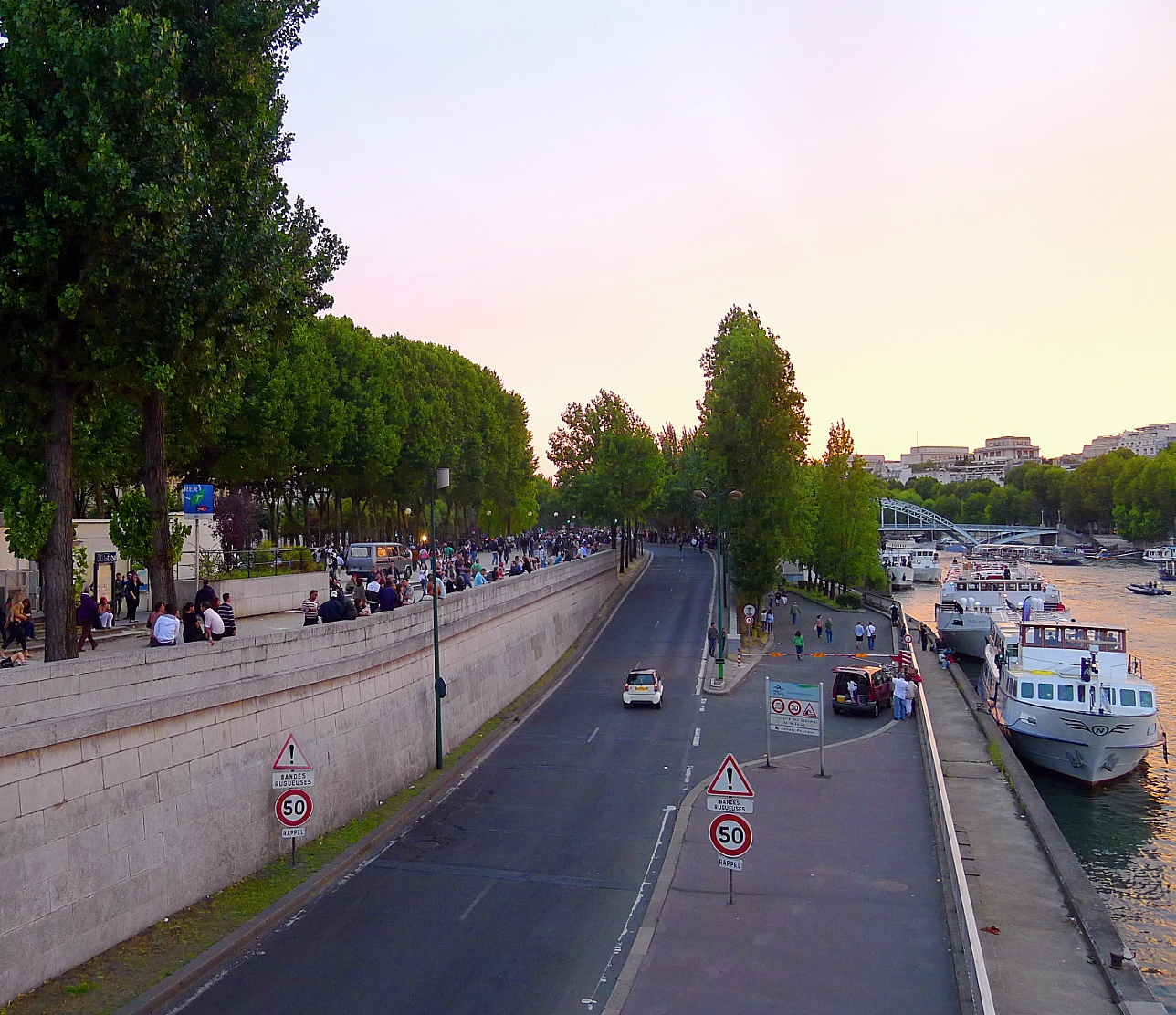
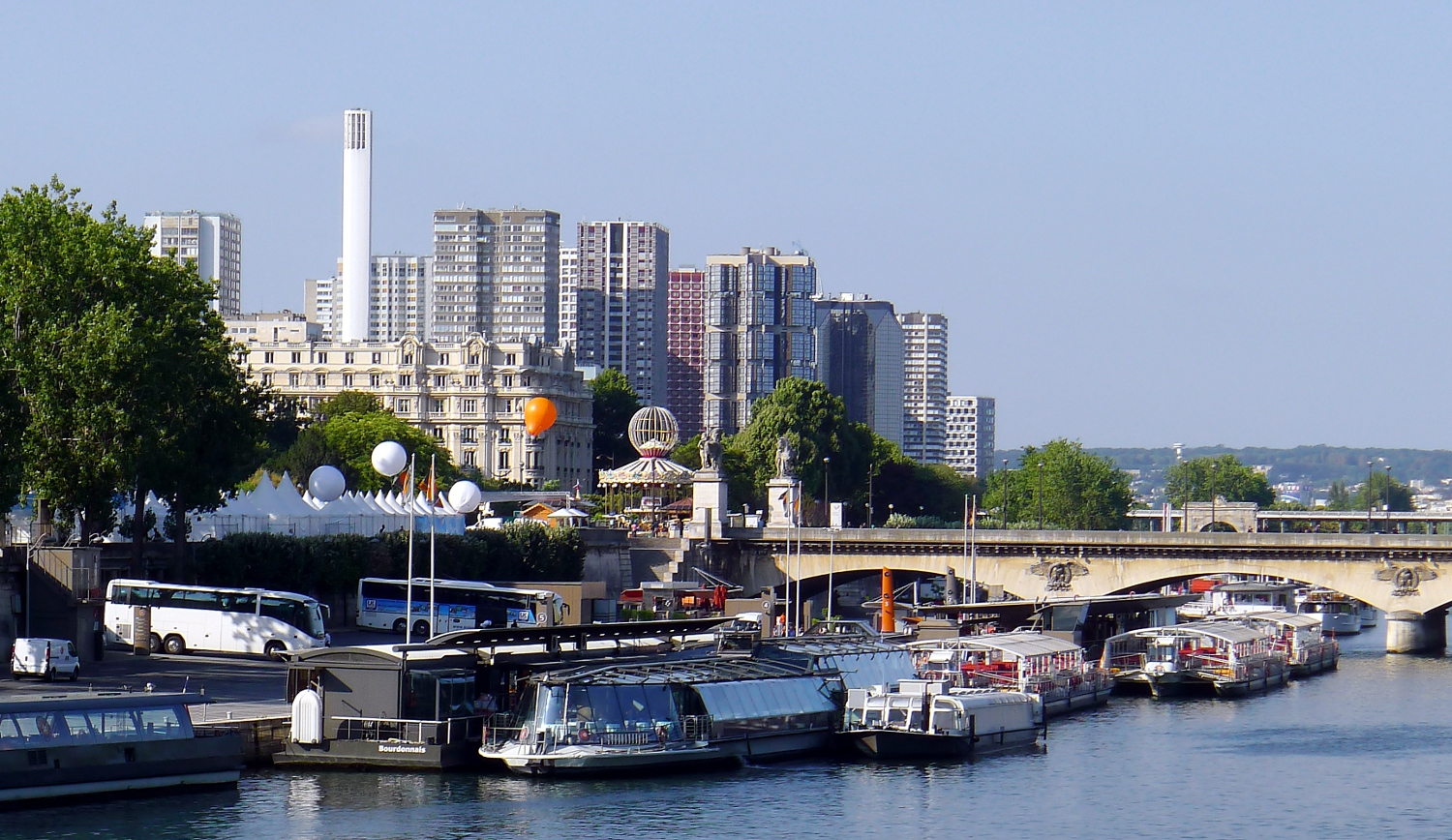

## Origine du nom
Il porte ce nom en raison de sa proximité avec l'avenue éponyme, qui tient son nom de Bertrand-François Mahé de La Bourdonnais (1699-1753), marin français et gouverneur général des îles de France (île Maurice) et de Bourbon (Réunion).

## Économie

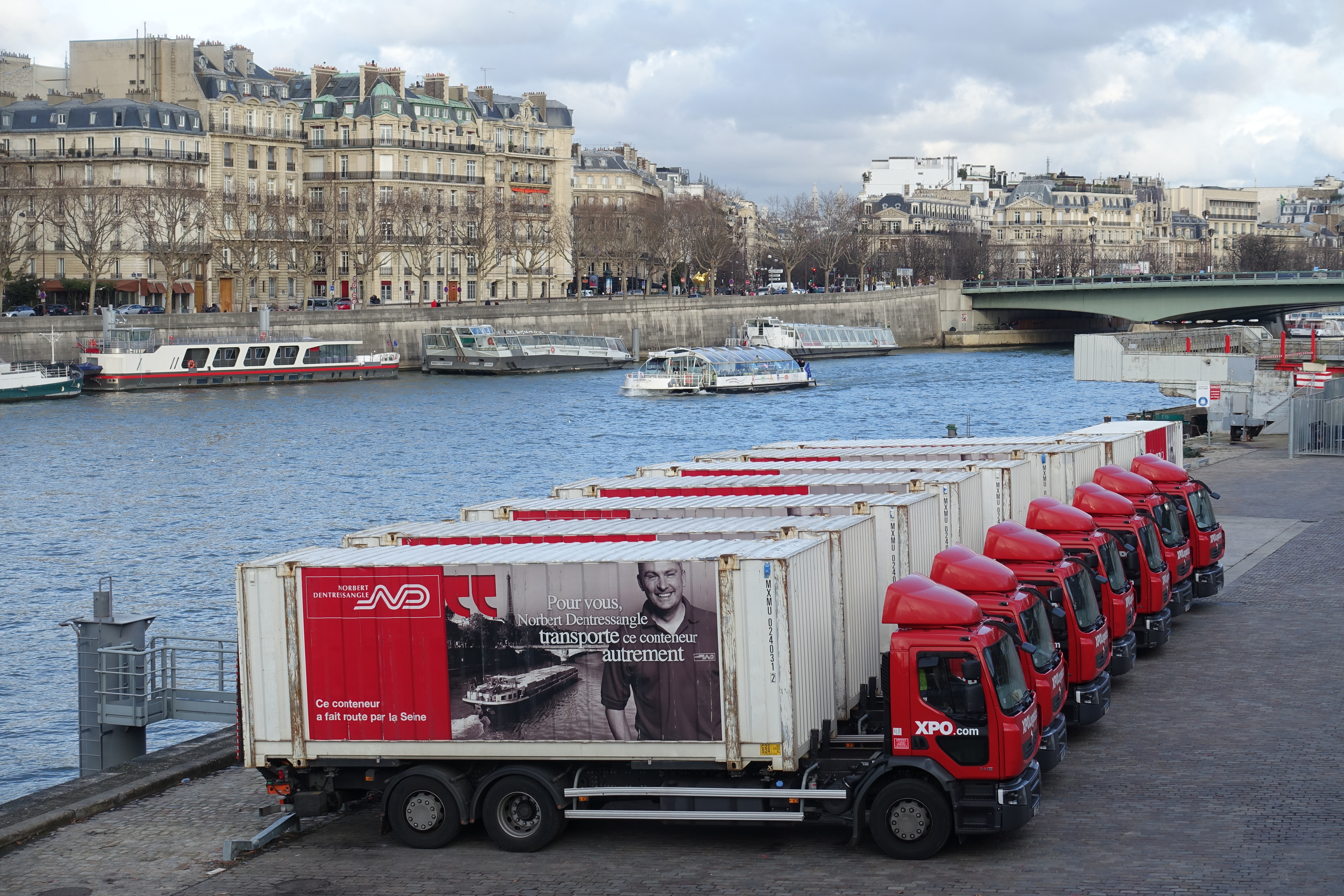
Camion chargés de conteneurs ayant transité par voie fluviale.

Le port participe au ravitaillement de Paris[source insuffisante].

## Historique
Anciennement appelé « port aux Cygnes », ce port prend le nom de « port de La Bourdonnais » en 1905.
Entre 1960 et 2013, il est aménagé pour recevoir une partie de la voie express rive-gauche.